# John Early (comediante)
John Early (nacido el 21 de enero de 1988) es un comediante y actor estadounidense. Ha aparecido en 30 Rock como el hijo de Jenna Maroney y en la película independiente Fort Tilden. Protagonizó Search Party, que se emitió en TBS y HBO Max de 2016 a 2022.

## Primeros años
Early es de Nashville, Tennessee. Su padre era un ministro presbiteriano; su madre, ministra de una iglesia de los Discípulos de Cristo. Asistió a la Escuela Universitaria de Nashville. Se graduó en la Universidad de Nueva York, donde se especializó en actuación.
Cuando tenía 11 años, se convirtió en un gran admirador de la actriz australiana Toni Collette y dirigió un sitio web dedicado a ella.

## Carrera
Early realiza giras por todo el país con su programa de variedades y stand-up "Literally Me" y también presenta un evento de variedades mensual (llamado Showgasm) en Ars Nova en la ciudad de Nueva York. Apareció en el podcast de Lauren Lapkus, With Special Guest Lauren Lapkus, así como en Wet Hot American Summer: First Day of Camp, que se estrenó en Netflix en el verano de 2015. Ha hecho apariciones de voz en dos episodios de Bob's Burgers como el bloguero de brunch Dalton Crespin.
Suele colaborar frecuentemente con comediantes como Hamm Samwich y Kate Berlant en una variedad de sketches y presentaciones filmadas. En 2016, escribió y protagonizó su propio episodio de 30 minutos del programa de sketches Netflix Presents: The Characters. En 2017, protagonizó junto a Berlant la miniserie de Vimeo 555, dirigida por Andrew DeYoung. También tuvo un pequeño papel como Evan en el drama Beatriz at Dinner del 2017, protagonizado por Salma Hayek y John Lithgow. En 2019, Early apareció en el vídeo musical de "Squidward Nose" de Cupcakke. En julio de 2019, Early protagonizó un episodio de Drunk History sobre Martha Mitchell, que incluyó la actuación de Vanessa Bayer y Tony Hale.
Early apareció en un pequeño sketch titulado “Credit Card Roulette” en el programa de comedia de Netflix I Think You Should Leave with Tim Robinson, y en el video musical de "Anti-Hero" de Taylor Swift. En junio de 2022, Peacock lanzó un sketch especial de comedia producido por Early y su compañera de comedia, Kate Berlant, titulado Would It Kill You To Laugh.

## Vida personal
Early ha declarado que es miembro de los Socialistas Democráticos de América.

## Filmografía

### Películas
| Año  | Título                       | Papel               | Director                             | Notas        |
| ---- | ---------------------------- | ------------------- | ------------------------------------ | ------------ |
| 2013 | Sardines Out of a Can        | Arnie               | Shonali Bhowmik                      |              |
| 2014 | Fort Tilden                  | John                | Sarah-Violet Bliss y Charles Rogers  |              |
| 2016 | Other People                 | Gabe                | Chris Kelly                          |              |
| 2016 | Neighbors 2: Sorority Rising | Darren              | Nicholas Stoller                     |              |
| 2017 | Beatriz at Dinner            | Evan                | Miguel Arteta                        |              |
| 2017 | Fun Mom Dinner               | Alfred              | Alethea Jones                        |              |
| 2017 | What Children Do             | Pastor Wes          | Dean Peterson                        |              |
| 2017 | The Disaster Artist          | Chris               | James Franco                         |              |
| 2018 | Thread                       | John                | Max Rosen                            | Cortometraje |
| 2019 | Late Night                   | Chris Reynolds      | Nisha Ganatra                        |              |
| 2019 | Good Posture                 | Sol                 | Dolly Wells                          |              |
| 2020 | Save Yourselves!             | Blake               | Alex Huston Fischer y Eleanor Wilson |              |
| 2022 | DC Liga de Supermascotas     | Barry Allen / Flash | Jared Stern                          | Voz          |
| 2024 | Stress Positions             | Terry Goon          | Theda Hammel                         |              |

### Televisión
| Año           | Título                                     | Papel                                           | Notas                                                                    |
| ------------- | ------------------------------------------ | ----------------------------------------------- | ------------------------------------------------------------------------ |
| 2012          | 30 Rock                                    | Jerome                                          | Episodio: "Standards and Practices"                                      |
| 2015          | High Maintenance                           | Wayne                                           | Episodio: "Sabrina"                                                      |
| 2015          | Broad City                                 | Brandon                                         | Episodio: "The Matrix"                                                   |
| 2015          | Wet Hot American Summer: First Day of Camp | Logan                                           | 2 episodios                                                              |
| 2015          | The Special Without Brett Davis            | Tyler                                           | Episodio: "Vic & the Moose & Tyler"                                      |
| 2016–2018     | Animals.                                   | El asistente, Monty, Rata de moda 2             | Voz, 4 episodios                                                         |
| 2016          | Love                                       | Daniel                                          | Episodio: "Party in the Hills"                                           |
| 2016          | Netflix Presents: The Characters           | Juan el pasante, Jason, Riley, Vicky            | 2 episodios                                                              |
| 2016          | Difficult People                           | Mickey                                          | Episodio: "Kessler Epstein Foundation"                                   |
| 2016          | Haters Back Off                            | Maureen The Mattress Queen                      | Episodio: "Starr Off the Parade"                                         |
| 2016–2022     | Search Party                               | Elliott Goss                                    | Protagonista                                                             |
| 2017          | Portlandia                                 | Director funerario                              | Episodio: "Fred's Cell Phone Company"                                    |
| 2017          | Wet Hot American Summer: Ten Years Later   | Logan                                           | 4 episodios                                                              |
| 2017–2021     | Bob's Burgers                              | Dalton Crespin / Receptionista                  | Voz, 3 episodios                                                         |
| 2017–2020     | At Home with Amy Sedaris                   | Russell Schnabble                               | 5 episodios                                                              |
| 2018          | Another Period                             | Reportero                                       | Episodio: "Sex Nickelodeon"                                              |
| 2018          | Human Kind Of                              | Callie / Sr. Jake                               | Voz, 6 episodios                                                         |
| 2018–2022     | Big City Greens                            | Alexander                                       | Voz, 12 episodios                                                        |
| 2019          | Los Espookys                               | Mark Stevens                                    | 4 episodios                                                              |
| 2019–2022     | Tuca & Bertie                              | Dirk / Varios                                   | Voz, recurrente                                                          |
| 2020          | Helpsters                                  | Filial de moda                                  | Episodio: "Chef Charlie/Fashion Fil"                                     |
| 2020–2022     | Central Park                               | Augustus                                        | Voz, 2 episodios                                                         |
| 2020–2022     | Close Enough                               | Timothy Brice Campbell                          | Voz, recurrente                                                          |
| 2021          | I Think You Should Leave with Tim Robinson | Leslie                                          | Episodio: "Didn't you say there was gonna be five people at this table?" |
| 2021          | The Fungies!                               | Torsean / Billy Fungie                          | Voz, Episodio: "Billy Fungie"                                            |
| 2021–presente | The Great North                            | Henry Tuntley / Varios                          | Voz, recurrente                                                          |
| 2021–2023     | Summer Camp Island                         | Oveja barbuda                                   | Voz, recurrente                                                          |
| 2022          | Robot Chicken                              | Elefun / Piloto de la Primera Guerra Mundial #1 | Voz, episodio: "May Cause Involuntary Political Discharge"               |
| 2022          | Life & Beth                                | John                                            | Episodio: "Life & Beth"                                                  |
| 2022–2023     | The Afterparty                             | Detective Culp                                  | Recurrente                                                               |
| 2022          | Killing It                                 | Kevin Brailing                                  | Episodio: "The Kingmaker"                                                |
| 2022          | American Dad!                              | Varios                                          | Voz, 2 episodios                                                         |
| 2022          | Archer                                     | Wally                                           | Voz, episodio: "Distraction Action"                                      |
| 2022          | Rick and Morty                             |                                                 | Voz, episodio: "Analyze Piss"                                            |
| 2022          | Would It Kill You To Laugh?                | Él mismo                                        | Especial de comedia                                                      |
| 2023          | John Early: Now More Than Ever             | Él mismo                                        | Especial de comedia                                                      |

### Videos musicales
| Año  | Título           | Artista      | Álbum     |
| ---- | ---------------- | ------------ | --------- |
| 2019 | "Squidward Nose" | Cupcakke     | N/A       |
| 2022 | "Anti-Hero"      | Taylor Swift | Midnights |